# Grenada
Grenada er et caribisk land beliggende nord for Trinidad og Tobago. Landet består af øerne Grenada samt småøerne Carriacou og Petite Martinique. Den første opdagelsesrejse til Grenada blev ledet af Columbus i 1498, men på grund af de indfødte carib-indianeres fjendtlighed faldt alle forsøg på kolonisering til jorden. Først i 1650'erne lykkedes det for franskmændene at vinde fodfæste på øen.
Øen overgik i 1762 til Storbritannien, og på det tidspunkt havde den allerede udviklet sig til en traditionel caribisk ø med sukkerplantager og afrikanske slaver som arbejdskraft.
I 1974 fik landet selvstændighed. Fem år efter blev regeringen væltet af en gruppe kommunister ved et ublodigt kup. Efterfølgende opstod der indre spændinger i den kommunistiske fløj, og da kuppets leder blev myrdet i 1983, greb U.S.A. ind sammen med flere andre caribiske lande. Invasionen blev kritiseret af regeringerne i Storbritannien, Trinidad og Tobago og Canada. De Forenede Nationers Generalforsamling fordømte invasionen som "en åbenlys krænkelse af international lov" med en stemme på 108 mod 9, med 27 hverken for eller imod.
Grenada er opdelt i seks sogne:
Sankt David
Sankt Georg
Sankt Andreas
Sankt Markus
Sankt Johannes
Sankt Patrick
Desuden de to områder Carriacou og Petite Martinique

## Geografi
På Grenada, som er den sydligste af Windwardøerne, strækker der sig en skovklædt bjergkæde ned gennem øen. Sammen med resten af øen er denne kæde af vulkansk oprindelse. Bjergkæden gennemskæres af flere floder, og øen har mange søer. Et eksempel er Grand Etang, der er beliggende 530 meter over havet.
Mod vest skråner bjergmassivet stejlt nedad. Mod syd sænker bjergkæden sig jævnt nedad, til den munder ud i havet. Her findes der mange strande og naturlige havne.

## Økonomi
65% af Grenadas økonomi er baseret på serviceerhverv. Landbruget tegner sig for godt og vel 20%, og der dyrkes krydderier, bananer og kakao. Grenada er verdens største eksportør af muskatnød og muskatblomme. Den lille industrisektor producerer varer som alkohol, chokolade, sukker og marmelade. Der produceres også møbler og tekstiler, som primært eksporteres til Trinidad og Tobago.
Den politiske krise mellem 1979 og 1983 betød et hårdt slag for turistbranchen, men denne var så småt begyndt at komme på fode igen, da terrorangrebet den 11. september 2001 atter satte en stopper for turismen.